# Pierre Mathias
Pour les articles homonymes, voir Mathias.

a Compétitions nationales et continentales officielles uniquement.

Dernière mise à jour le 16 septembre 2019.
Pierre Mathias, né le 9 avril 1957 à Lamastre (Ardèche) et mort le 29 août 1988 dans un accident de la route à Saint-Pierre-de-Chérennes (Isère), est un joueur français de rugby à XV qui évolue au poste de demi d'ouverture.
Meilleur buteur du Championnat de France avec 217 points en 1983, il a fait partie des buteurs les plus prolifiques de sa génération. Il est également connu pour sa grande maîtrise du drop.

## Biographie

### Débuts au Valence sportif
Pierre Mathias commence la pratique du rugby à XV au Valence sportif, où il forme la charnière avec son beau-frère Jean-Claude Ferrer.[réf. nécessaire]
Il y dispute les demi-finales du Championnat de France en 1978 contre l'AS Montferrand, après avoir éliminé l'US Dax du deuxième ligne en seizièmes, le RC Toulon en huitièmes et le FC Lourdes en quart de finale.[réf. nécessaire]

### Révélation au RC Narbonne
Pierre Mathias rejoint ensuite le Racing Club narbonnais pour la saison 1980-1981, où il succède à Henri Ferrero.[réf. nécessaire]
Il dispute sa première finale nationale, celle du Challenge Yves du Manoir avec le RC Narbonne. Opposés à l'US Dax, les Audois sont battus 22 à 19 dans un match très offensif.
La saison suivante, Mathias, toujours très régulier dans les tirs au but, permet à son club de terminer à son tour premier club à l'issue des matchs de poules du Championnat de France mais son club est éliminé en quart de finale. Cette saison-là, il est le meilleur buteur de la compétition avec 217 points inscrits
Il remporte la Coupe de France face au Stade toulousain 28 à 27 dans un match où il inscrit deux pénalités, deux transformations et deux drops.

### Transfert au FC Grenoble puis fin de vie
Pierre Mathias rejoint ensuite le FC Grenoble à partir de la saison 1985-1986. Il inscrit 289 points cette année-là.[réf. nécessaire]
Il dispute avec le club isérois une finale de Challenge Yves du Manoir en 1986 contre l'AS Montferrand, après avoir éliminé le Stade toulousain, champion de France en demi-finale 31 à 17.[réf. nécessaire] Il inscrit les 15 points de son équipe avec quatre pénalités (dont une de 55 mètres) et un drop.
L'année suivante, après une demi-finale où il réussit l'exploit d'inscrire quatre drops dont celui de la victoire (24-21), il remporte le Challenge Yves du Manoir contre le SU Agen sur le score de 26 à 7.
Le 29 août 1988, il décède prématurément à Saint-Romans des suites d'un accident de la route. Un vibrant hommage lui est rendu le week-end suivant contre le Biarritz olympique où les joueurs du FCG lui dédient la victoire 43 à 3.[réf. nécessaire]
Pierre Mathias fait partie du XV de Légende du FC Grenoble.

## Vie privée
Pierre Mathias est le beau-frère de Jean-Claude Ferrer ancien demi de mêlée demi-finaliste du Championnat de France 1977-1978 avec le Valence sportif.[réf. nécessaire]

## Palmarès

### En club
- Finaliste du Challenge Yves du Manoir en 1982 avec le RC Narbonne et en 1986 avec le FC Grenoble.
- Vainqueur de la Coupe de France en 1985 avec le RC Narbonne
- Vainqueur du Challenge Yves du Manoir en 1987 avec le FC Grenoble[8].

### Distinctions personnelles
- Meilleur buteur du Championnat de France en 1983 (217 points).